# 白俄罗斯驻乌克兰大使馆
白俄罗斯驻乌克兰大使馆是白俄罗斯驻乌克兰的外交代表机构。

## 历史
乌克兰和白俄罗斯于1991年12月27日建立外交关系。乌克兰驻白俄罗斯大使馆于1992年6月30日成立。白俄罗斯驻乌克兰大使馆于1993年10月12日开业。

## 大使
- 1918年：阿尔卡季·安东诺维奇·斯莫利奇（英语：Arkadź Smolič）
- 1919年：亚历山大·伊万诺维奇·茨维克维奇（英语：Alaksandar Ćvikievič）
- 1993年－2001年：维塔利·弗拉基米罗维奇·库拉希克（俄语：Курашик, Виталий Владимирович）
- 2001年－2016年：瓦连京·弗拉基米罗维奇·维利奇科（俄语：Величко, Валентин Владимирович）
- 2016年－：伊戈尔·谢尔盖耶维奇·索科尔（俄语：Сокол, Игорь Сергеевич）